# 黑暗之城：九龍城寨的日與夜
《黑暗之城：九龍城寨的日與夜》（英語：City of Darkness: Life in Kowloon Walled City）是林保賢和格雷格·吉拉德合著的書籍，於1993年經Watermark出版社出版。2014年推出增訂本。中譯本在2015年7月經中華書局及圓桌精英聯合出版，由林立偉和朱一心翻譯。

## 背景

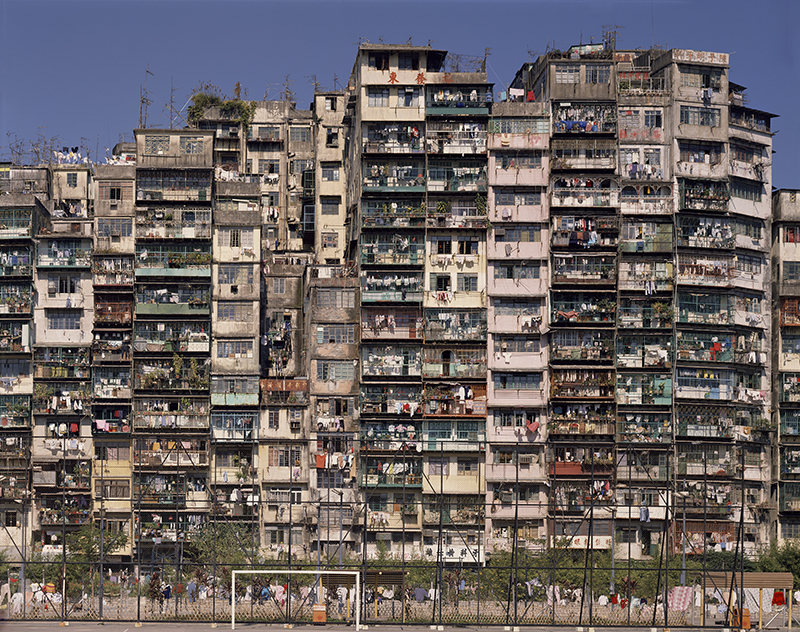
林保賢拍攝的其中一張照片。他自1980年代後半葉開始不斷為城寨拍照

1980年代後半葉，建築師林保賢跟朋友於九龍城準備聚餐時，有人談到九龍城寨的話題，於是他們一行人便走入城寨參觀。林保賢因此對城寨產生興趣，於接下來的四年不斷進出該社區，使用大型相機拍攝照片。之後每當他跟其他朋友談及自己在城寨的見聞時，都會換來不解的反應。到了1990年，林保賢在一次派對上遇上了格雷格·吉拉德，發現對方跟自己一樣擁有拍攝城寨的興趣，於是提議合作為城寨撰寫一本書。後者答應了林保賢的邀請。
林保賢繼前往香港歷史檔案館、香港大學、圖書館，尋找有關城寨的資料，並改用較細小的相機拍攝城寨。此外林保賢和格雷格·吉拉德皆不會說粵語，所以他們開始尋找會說粵語的人參與，最終找到於香港大學就讀的Emmy Lung，由她說服城寨居民接受採訪。與原本預期不同的是，他們在過程中沒有遇上三合會或警方的阻攔。

## 內容
《黑暗之城》收錄了多張在九龍城寨拍攝的照片，其中有的拍攝了當中的窄道，有的則拍攝當地居民的生活。並附有多篇文章，講述城寨的歷史——它們由也斯、彼得·波珀姆、茱莉亞·威爾金森等人所著。內文還收錄了由城寨居民講述的生活經歷，範圍涵蓋牙醫、臘腸店老闆、家庭主婦等等。2014年的修訂版加入了更多跟城寨有關的人物對城寨的回憶，並收錄多張原本因篇幅問題而沒有收錄的照片。

## 出版
《黑暗之城》初版在1993年經個人出版社Watermark出版，全著共有200多頁。初版2,000本全數售出後曾多次加印。2013年時林保賢和格雷格·吉拉德訪問到了更多當年沒有接觸過的城寨相關人物，以此作為增訂本內容的部分基礎。與原版相比，它加入了更多內容——它們跟城寨的歷史和電影中的城寨有關；並收錄了更多照片，使增訂本的頁數增至356頁。林保賢認為在著作中加入的內容會讓探究角度更多元，並記錄人們在城寨清拆後對其觀感的轉變。
由於財務問題，所以林保賢決定於網上集資出版增訂本，並讓贊助者能在較早的時間獲得書籍。最後籌得足夠的金額，於2014年正式出版。2014年9月，有關消息在林保賢和吉拉德於上環舉辦的畫展中發表。2015年7月，中譯本經中華書局及聯桌精英聯合出版，由林立偉和朱一心翻譯。

## 反應
《南華早報》的凯瑟琳·弗雷斯蒂埃（Katherine Forestier）在1993年讚揚了著作中的照片「有價值」，並指它的口述史為香港「最詳盡」。她亦形容作者的語調「富同情心，但不帶感情色彩」。史蒂文·克尼普（Steven Knipp）在《遠東經濟評論》上指這著作「深刻地」描述了對當地居民而言，城寨就是「他們的家」。它的總銷量在2019年已過25,000本。
中譯本初版於推出後半年因全數售出而需加印。之後在香港電台主辦的「第九屆香港書獎」中獲獎。《信報財經新聞》的評論表示《黑暗之城》能打破很多人對城寨的負面印象。《頭條日報》專欄作者潘國靈及《星島日報》專欄作者張灼祥亦有類似評論。
《香港經濟日報》的周倩炘指中譯本由於在編排上有所調整，所以較合「現今讀者的觀點」。《明報》的馬家輝則認為《黑暗之城》與其他中文著作的不同之處在於前者包含了作者的親身調查。端傳媒的評論同樣讚揚書籍較其他講述城寨的著作詳盡，而且易於閱讀。《頭條日報》專欄作者曾肇弘認為著作客觀，沒有「外國人常見的東方獵奇角度」。它亦成為電影《九龍城寨之圍城》的參考資料。這電影在上映後引起香港居民對城寨的關注，所以格雷格·吉拉德決定在2024年把《黑暗之城》再版。